# Stazione di Lascari
La stazione di Lascari è una fermata ferroviaria della città metropolitana di Palermo, posta sulla linea Palermo-Messina, a servizio di Lascari nel quale comune insiste e del circondario delle Madonie.

## Storia
La fermata venne attivata il 18 dicembre 2016 in sostituzione della precedente stazione di Lascari-Gratteri, posta a trecento metri direzione Messina dalla nuova fermata.
L'impianto è costituito da 2 binari e da un fabbricato tecnologico di servizio, sottopassaggio, rampe per disabili e scale, il tutto coperto da moderne pensiline. Due gli ingressi: uno con ampi parcheggi lato S.S. 113, l'altro lato mare da via Piane Nuove.
La costruzione della nuova stazione di Lascari è parte del progetto di raddoppio Fiumetorto-Cefalù-Castelbuono, che venne diviso in due lotti: lotto 1 Fiumetorto - Cefalù Ogliastrillo, comprendente la nuova fermata, e lotto 2 Cefalù Ogliastrillo-Castelbuono.
A lavori ultimati fino a Castelbuono, grazie anche ai concomitanti lavori di potenziamento infrastrutturale del passante ferroviario di Palermo, a fronte di una riduzione dei tempi di percorrenza e con l'introduzione di un servizio cadenzato nei collegamenti ferroviari tra Cefalù e Palermo, la stazione di Lascari farà parte del servizio ferroviario metropolitano di Palermo al momento attestato a Termini Imerese.
Attivata provvisoriamente a binario unico, come la linea, venne ampliata con l'attivazione del secondo binario il 17 dicembre 2017.